# Список игроков, выбранных под первым номером драфта НБА

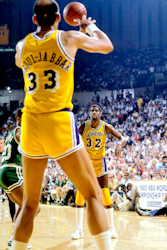
Одни из самых успешных игроков НБА, которые были выбраны под первым номером драфта — Карим Абдул-Джаббар и Мэджик Джонсон в игре за «Лос-Анджелес Лейкерс» (июль 1985 года, финал против «Бостон Селтикс»).

Национальная баскетбольная ассоциация считает игрока выбранным под первым номером драфта в том случае, если клуб, имевший право первого выбора, выбирает его на церемонии драфта. На сегодняшний день данное право разыгрывается на лотерее драфта, которая проводится за месяц до самого события. Наибольшие шансы на выигрыш права первого выбора на драфте имеет команда, показавшая худшие результаты в прошлом сезоне — один к четырём, наименьшие — показавшая лучшие показатели побед и поражений среди команд, которые не пробились в плей-офф (0,5 %). Эта система введена с целью повышения среднего уровня команд, так как талантливые новички улучшают игру аутсайдера, а также привлекают всеобщее внимание со стороны массмедиа к себе и своему новому клубу.
Игроки, выбранные под первым номером драфта чаще остальных выигрывают звание «Новичок года НБА». Десятеро из них также завоёвывали титул «Самого ценного игрока НБА»: Оскар Робертсон, Карим Абдул-Джаббар (рекордные шесть раз), Билл Уолтон, Мэджик Джонсон (три раза), Хаким Оладжьювон, Дэвид Робинсон, Шакил О’Нил, Аллен Айверсон, Тим Данкан (дважды), Леброн Джеймс (четырежды) и Деррик Роуз.
Единственными первыми номерами драфта, которые не учились в образовательных учреждениях США, на данный момент являются китаец Яо Мин (выбран в 2002 году), итальянец Андреа Барньяни (2006), французы Виктор Вембаньяма (2023) и Заккари Ризаше (2024).Остальные десять иностранных игроков данного списка учились и выступали за баскетбольные команды различных американских университетов: Майкл Томпсон (Багамские Острова), выбранный в 1978 году, Хаким Оладжьювон (Нигерия) — в 1984 году, Тим Данкан (Американские Виргинские Острова) — в 1997 году, Майкл Оловоканди (Нигерия) — в 1998 году, Эндрю Богут (Австралия) — в 2005 году, Кайри Ирвинг (Австралия) — в 2012 году, Энтони Беннетт (Канада) — в 2013 году, Эндрю Уиггинс (Канада) — в 2014 году, Карл-Энтони Таунс (Доминиканская Республика) — в 2015 году и Бен Симмонс (Австралия) — в 2016 году.
До 1949 года драфты проводились Баскетбольной ассоциацией Америки, которая осенью 1949 года, объединившись с Национальной баскетбольной лигой, создала НБА. Все сезоны БАА, включая три драфта, относятся к исторической статистике НБА.

## Легенда
|                | Избраны в Зал славы баскетбола                       |
|                | Отмечены игроки, выступавшие на Матче всех звёзд НБА |
| Игрок (Курсив) | Новичок года                                         |